# بخش مرکزی شهرستان بوئین میاندشت
بخش مرکزی شهرستان بویین میاندشت یکی از بخش‌های شهرستان بویین میاندشت در استان اصفهان ایران است.

## تقسیمات کشوری
- بخش مرکزی شهرستان بوئین میاندشت 
  - دهستان گرجی
  - دهستان سردسیر
  - دهستان ییلاق

شهرها: بوئین میاندشت ، افوس

## جمعیت
براساس سرشماری عمومی نفوس و مسکن در سال ۱۳۹۵، جمعیت بخش مرکزی شهرستان بوئین میاندشت برابر با ۲۰،۰۰۰ نفر بوده‌است.